# Jana Schneider
Pour les articles homonymes, voir Schneider.
Jana Schneider est une joueuse d'échecs allemande née le 11 avril 2002, maître international féminin depuis 2017 après sa victoire au championnat d'Allemagne 2017.
Au 1er juillet 2021, elle est la numéro deux allemande avec un classement Elo de 2 353 points.

## Biographie et carrière
En août 2015, Jana Schneider remporta la médaille d'or au championnat de l'Union européenne de la jeunesse dans la catégorie filles moins de 14 ans.
En avril 2017, à 14 ans et 11 mois, elle remporta le championnat d'échecs d'Allemagne féminin (adultes) à Bad Wiessee. La même année, en septembre 2017, elle fut vice-championne d'Europe dans la catégorie des filles de moins de 16 ans.
Elle obtient le titre de grand maître international féminin en 2021.